# Si Nakhon (huyện)
Si Nakhon (tiếng Thái: ศรีนคร) là một huyện (amphoe) thuộc tỉnh Sukhothai, miền nam Thái Lan.

## Địa lý
Các huyện giáp ranh (từ phía nam theo chiều kim đồng hồ): Sawankhalok và Si Satchanalai thuộc tỉnh Sukhothai, Tron và Phichai thuộc tỉnh Uttaradit.

## Lịch sử
Tiểu huyện (king amphoe) Si Nakhon được thành lập ngày 20 tháng 1 năm 1976, khi đó gồm 2 tambon Si Sakhon và Nakhon Doet của Sawankhalok. Đơn vị này đã được nâng cấp thành huyện ngày 13 tháng 7 năm 1981.

## Hành chính
Huyện này được chia thành 5 phó huyện (tambon), các đơn vị này lại được chia ra thành 49 làng (muban). Thị trấn (thesaban tambon) Si Nakhon nằm trên một phần của tambon Si Nakhon. Có 5 Tổ chức hành chính tambon.
| STT. | Tên            | Tên Thái  | Số làng | Dân số |  |
| ---- | -------------- | --------- | ------- | ------ |  |
| 1.   | Si Nakhon      | ศรีนคร     | 10      | 6.759  |  |
| 2.   | Nakhon Doet    | นครเดิฐ    | 11      | 5.637  |  |
| 3.   | Nam Khum       | น้ำขุม      | 10      | 5.674  |  |
| 4.   | Khlong Maphlap | คลองมะพลับ | 10      | 6.317  |  |
| 5.   | Nong Bua       | หนองบัว    | 8       | 2.987  |  |